# Paul Thorburn
Pour les articles homonymes, voir Thorburn.

a Compétitions nationales et continentales officielles uniquement.

b Matchs officiels uniquement.
Dernière mise à jour le 7/02/2017.
 Paul Huw Thorburn, né le 24 novembre 1962 sur la base militaire de Rheindahlen (en) (à Mönchengladbach, Allemagne), est un joueur de rugby à XV qui a joué avec l'équipe du Pays de Galles, évoluant au poste d’arrière. 

## Carrière
Il a disputé son premier test match le 30 mars 1985, contre l'équipe de France. Son dernier test match fut contre l'équipe d'Australie le 22 juillet 1991.
Thorburn a disputé six matchs de la coupe du monde 1987.
Il a été dix fois capitaine de l'équipe du Pays de Galles.
C'était un redoutable buteur au coup de pied long. 70 yards 8 ½ inches (64,65 mètres) est la distance de la pénalité que Paul Thorburn réussit contre l'équipe d'Écosse en 1986, soit le plus long coup de pied réussi à l'Arms Park de Cardiff. 
Il a évolué pour le club gallois de Neath RFC.

## Palmarès
- 37 sélections avec l'équipe du Pays de Galles,
- 304 points
- 2 essais, 43 transformations, 70 pénalités
- Sélections par année : 3 en 1985, 4 en 1986, 8 en 1987, 5 en 1988, 5 en 1989, 7 en 1990, 5 en 1991
- Tournois des Cinq Nations disputés : 1985, 1987, 1988, 1989, 1990, 1991,
- 3e de la coupe du monde 1987.
- Champion du Pays de Galles en 1991
- Vainqueur de la coupe du Pays de Galles 1989 et 1990